# صفرو
صفرو (بالأمازيغية: ⵚⴼⵕⵓ)، الملقبة بـ"حديقة المغرب" و"عاصمة الكرز"، هي مدينة مغربية عريقة وعاصمة إقليم صفرو، بلغ عدد سكانها سنة 2024 ما قدره 86.735 نسمة. تقع في شمال وسط البلاد. تتموضع المدينة على التلال السفحية للأطلس المتوسط، على ضفاف واد أكاي، أحد روافد نهر سبو، وعلى بُعد حوالي 30 كيلومترًا جنوب شرق مدينة فاس.
تاريخيًا، كانت صفرو بفضل موقعها الجغرافي محطة تجارية مهمة على طريق القوافل الرابطة بين شمال المغرب وجنوبه، مرورًا بطريق السلطان الذي يربط فاس بمدينة سجلماسة، لتتطور كمركز اقتصادي وحضري.
للمدينة نسيج عمراني فريد يعكس تاريخها العريق، ويتكون من نواتين رئيسيتين هما المدينة القديمة والقلعة، واللتان تحتفظان بعناصر التراث المعماري المغربي التقليدي. تشتهر صفرو بمهرجان حب الملوك، وهو أقدم مهرجان في المغرب ويجذب الزوار من داخل البلاد وخارجها، للاحتفائ بالتراث الثقافي والطبيعي للمنطقة.

## التسمية
كانت مدينة صفرو تُسمَّى سابقا بإسمِ «أهل صفرو» وهي قبيلة أمازيغية يهودية اعتنقت الإسلام. لكن ليس هنالك اتفاق حول أصل تسمية المدينة، حيث هنالك من يرجعها إلى اللغة الامازيغية من كلمة «أصفراو» ويعني المنطقة المقعرة. وهناك من يقسم التسمية إلى كلمتين أمازيغيتين، الأولى هي «أفرو» وتعني الهاربين أو المختبئين، بينما تعني كلمة «أس» المكان، وبالتالي فكلمة «أصفرو» قد تعني مكان الهاربين أو المختبئين.

## التاريخ

### ما قبل الإسلام
قطن سكان صفرو الأوائل الكهوف والمغارات، التي ما يزال بعضها قائما إلى الآن مثل كهف المومن وكهف البقرة وكهف الغولة، قبل أن تتطور مساكنهم إلى خيام ثم منازل خشبية وطينية وحجرية. ولا زال بعض سكان بلدة البهاليل المجاورة لمدينة صفرو يستقرون في الكهوف. في عهد الاحتلال الروماني، كانت المنطقة تابعة لنفود اتحادية قبائل الباكوات لـموريطنية الطنجية وشكل سكانها جزءا من تاريخ المقاومة ضد الرومان. [بحاجة لمصدر]

### الفتح الإسلامي وتأسيس المدينة
أسست مدينة صفرو في القرن السابع ميلادي، لتصبح مدينة عالية الأسوار والأبواب ولها قلعة حصينة، بعد أن كانت قبل ذلك عبارة عن قصور جانب أودية المدينة، يتكون كل قصر من عدة مداشر. كانت معظم قبائل منطقة صفرو الأمازيغية تدين باليهودية والمسيحية مثل مديونة والبهاليل وفندلاوة وزواغة ومطغرة ومطماطة ومغيلة وسدراتة. وقد أسلم بعضهم بينما احتفظ البعض الآخر بهذه المعتقدات الدينية لفترات لاحقة. كانت معظم هذه القبائل جزءا من اتحادية قبائل برغواطة أو كما سماها الرومان البكاوات. وقد تزعموا وشاركوا في ثورة البربر ضد الحكم العربي الأموي.

### الدولة الإدريسية والإمارة البرغواطية
كانت مدينة صفرو يحط فيه الرحال نظرا لموقعها الجغرافي الاستراتيجي على الطريق التجاري بين الشمال وبلاد سجلماسة، استقر بها المولاي إدريس الثاني ثلاث سنوات قبل أن ينتقل إلى مدينة فاس، وقد خلد سكان المدينة قولته حينها «سأرحل من مدينة صفرو إلى قرية فاس». بايعت بعض قبائل المنطقة الدولة الإدريسية مثل مغيلة وسدراتة. في حين ظل البعض الآخر تابعا لبرغواطة مثل مطغرة ومطماطة ودانوا. في حين انقسمت قبيلة زواغة إلى قسمين، القسم الأول دخلوا في طاعة الأدارسة وظلوا مستقرين بناحية فاس، وعليهم سمي حي زواغة الحالي، والقسم الثاني دان بديانة برغواطة واتبعهم، وقد استقرو شرق مدينة صفرو بعد أن اشترى إدريس الثاني أراضيهم، وسموا ببني يازغة.

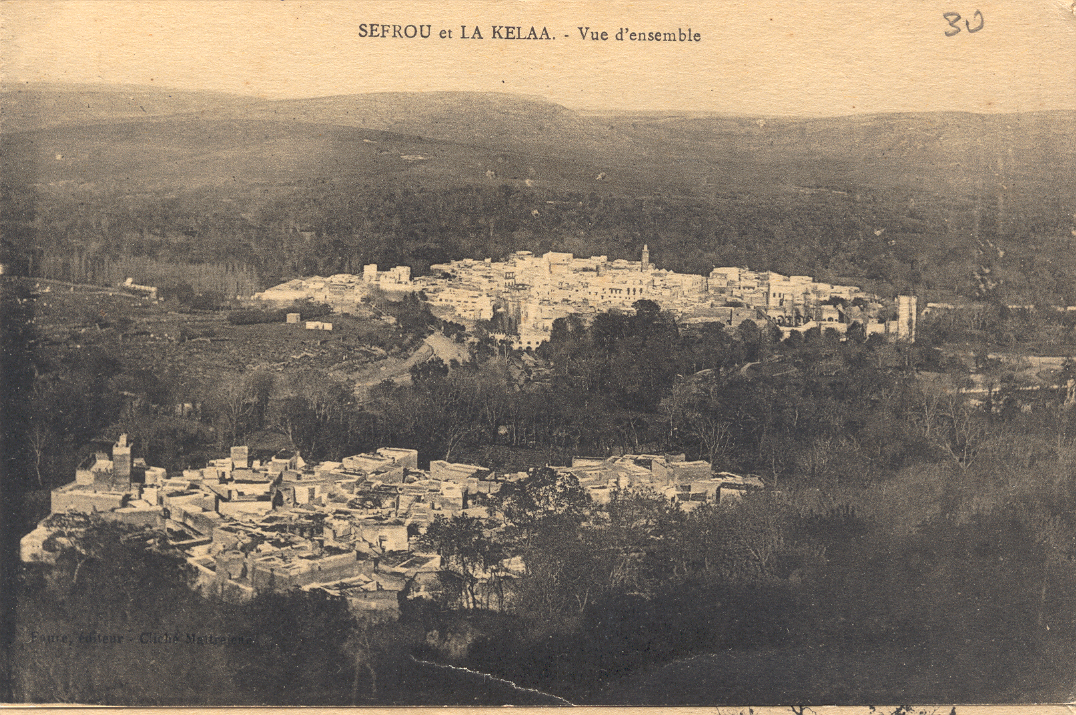
مدينة صفرو بداية القرن العشرين

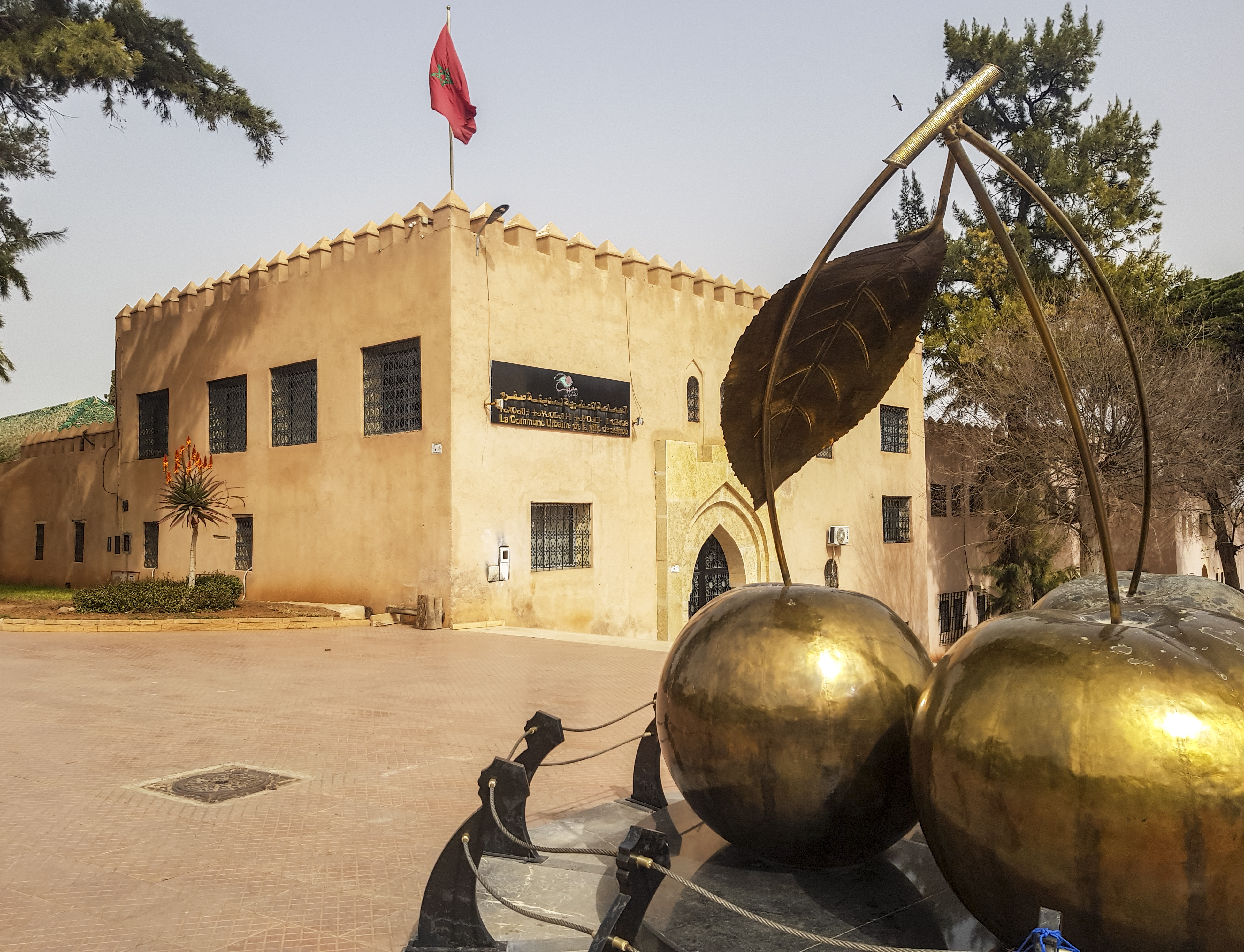
مقر جماعة صفرو

بعد أن أصبحت مدينة صفرو تابعة للأدراسة كثرت الثورات وانتشرت الحروب في المنطقة، مثل ثورة عبد الرزاق الفهري الخارجي الذي بويع في جبال مديونة (أدرج حاليا) واتبعه أهل صفرو والقبائل الامازيغية المجاورة، ودخل بهم لفاس، وقاتل أميرها عمر بن علي بن إدريس، فانتصروا عليه وملكوا المدينة. بداية القرن 4 هجري، تعرضت مدينة فاس وصفرو ومكناسة وتازة إلى العزو من طرفالمكناسيين المواليين للفاطميين، حيث سيطر القواد مصالة بن حبوس المكناسي وموسى بن أبي العافية على المدينة، وقتلوا الأمراء الأدارسة وأجلوهم. شارك أهل صفرو والقبائل المجاورة في الحروب التي قادها الأمير الحسن بن محمد بن القاسم ضد موسى بن أبي العافية وتمكنوا من قتله، لكن المكناسيين عادوا واحتلوا المدينة بعد أن تخلو عن طاعتهم للفاطميين، لتدخل المنطقة في حالة عدم استقرار توالت خلالها دول عديدة على حكم المدينة مثل الأدارسة والفاطميين والمكناسيين والأمويين والزيريين، وانتهت تحت حكم القائد وانودين بن خزرون في العقد الأول من القرن 11 م.

### صعود المرابطين وأيام الموحدين
ظلت مدينة صفرو تحت حكم المغراويين إلى أن ظهرت دولة المرابطين، فحاصر يوسف بن تاشفين المدينة، ولم يتمكن من دخولها إلا في سنة 1063 ميلادية، بعد ان قتل أمرائها من أولاد مسعود بن وانودين. ثم قاتل القبائل المحيطة بالمدينة كأهل صفرو وسدراتة وطردهم، لتستقر الأولى بناحية وجدة بينما اتقلت الثانية إلى الجنوب الشرقي للمغرب، فأصبحت المدينة منذ ذالك الحين قاعدة لقبائل صنهاجة الامازيغية القادمة من الصحراء، وبالضبط فرع مكلاتة المسمى حاليا (ايت يوسي مكلا).
سنة 1441 ميلادية هاجمت قوات الموحدين بقيادة عبد الرحمان بن زجو مدينة صفرو واستولوا عليها. فخرجت جيوش المرابطين إليهم بقيادة علي بن ريفيرتير للقاء بناحية الفلاج شمال شرق المدينة، فانهزم الموحدون وقتل قائدهم يحيي آغوال وتحصن بقيتهم في المدينة، ولم يستطع المرابطين دخولها، فأصبحت صفرو تابعة لنفوذ القوات الموحدية منذ ذالك الوقت. في أوائل القرن السادس الهجري ثار سكان صفرو على دولة الموحدين، وقد أخمد هذه الثورة إسماعيل إيكيك بن يسلالي الهزرجي، الذي كان من طلبة المهدي ابن تومرت.

### عهد المرينين وسقوط الأندلس
استولى المرينيون على المدينة في عهد يعقوب بن عبد الحق، وعرفت المنطقة حينها نزوحا للقبائل الزناتية من أبناء عمومة بنو مرين. وشهدت المدينة استقرار بعض الأندلسييين المطرودين من الأندلس، الذين كان معظمهم من اليهود، فأسسوا حي الملاح المعروف إلى الآن. تذكر المراجع كذالك نزوح عائلات يهودية للمدينة من سجلماسة والجزائر، وقد اشتهر هؤلاء اليهود بالتجارة، خاصة في الطريق التجاري بين فاس وسجلماسة. بعد نهاية عهد المرينيين انتقلت المدينة إلى حكم الوطاسيين الذين خلفوا أبناء عمومتهم.

### الدولة السعدية والعلوية
بعد استلاء محمد الشيخ على فاس من يد الوطاسيين، بايعه أهل المدن المجاورة كصفرو والبهاليل وزرهون، وبالتالي أصبحت مدينة صفرو تابعة للدولة السعدية. سنة 1696م، قام السلطان مولاي إسماعيل العلوي ع بشن حملة على أمازيغ واد ملوية، فجعل طريقه على مدينة صفرو، ما دفع بعض القبائل الصفريوية للفرار نحول الجبال مثل قبائل آيت يوسى وآيت سغروشن وقادم وعلاهم ومديونة وأيوب وحيون. قام المولاي سليمان العلوي ببناء مسجد بصفرو وتجديد أسوار المدينة وبناء حمام لأهلها.

### الاستعمار الفرنسي
قامت السلطات الفرنسية باحتلال مدينة صفرو سنة 1911 ميلادية. تم الهجوم سنة 1953 ميلادية على ثكنة الجيش الفرنسي بسيدي بوسرغن بصفرو وغنم رجال المقاومة الكثير من الأسلحة، وضعوها بأحد الإسطبلات بضواحي المدينة. وقد اشتهرت المدينة ونواحيها بمقاومتها للاستعمار، ومن أهم الشخصيات المجاهدة هي رحمة البهلولية.

## الجغرافيا

### الموقع
تنتمي مدينة صفرو إداريا إلى بجهة فاس مكناس وهي عاصمة إقليم صفرو، أنشأت عند التقاء هضبة سايس وجبال الأطلس المتوسط، على بعد 28 كيلومترا جنوب شرق مدينة فاس. تحد مدينة صفرو شمالا جماعة أغبالو أقرار، وغربا جماعة كندر سيدي خيار، أما جنوبا وشرقا، فتحدها جماعة سيدي يوسف بن حمد ضمن إقليم صفرو.

### المناخ
يتميز إقليم صفرو بمناخ قاري : شتاء ممطر وصيف حار وجاف. يصل معدل التساقطات السنوية إلى 460 ملم، ودرجات الحرارة إلى 16 درجة فالمتوسط بدرجة قصوى تصل إلى 25 درجة في السنة ودرجة دنيا تصل إلى 9.5 درجة في السنة.

## الرياضة
تتوفر مدينة صفرو على ملعب بلدي، قاعة مغطاة و ملاعب للقرب.

## التهيئة

### مقاطعات المدينة
تنقسم باشوية مدينة صفرو إلى 5 مقاطعات هي:
- سيتي مسعودة
- المدينة القديمة
- حبونا
- المدينة الجديدة
- بن صفار [بحاجة لمصدر]

### أحياء المدينة
| - المقسم      | - أبو درهم  | - زلاغ        |
| - الرفايف     | - القلعة    | - الخاينة     |
| - السلاوي     | - لالة يزة  | - المصلى      |
| - ابن سحنون   | - القصبة    | - درب عمر     |
| - ابن صفار    | - المدينة   | - امساي       |
| - حبونا       | - الملاح    | - حجر الهواري |
| - الشباك      | - كاف المال | - الشعبة      |
| -ستي مسعودة   | - الرشاد    | - درب لميتر   |
| سيدي أبو مدين | لالة امينة  | لالة مولاتي   |
| ------------- | ----------- | ------------- |

### أبواب مدينة صفرو العتيقة

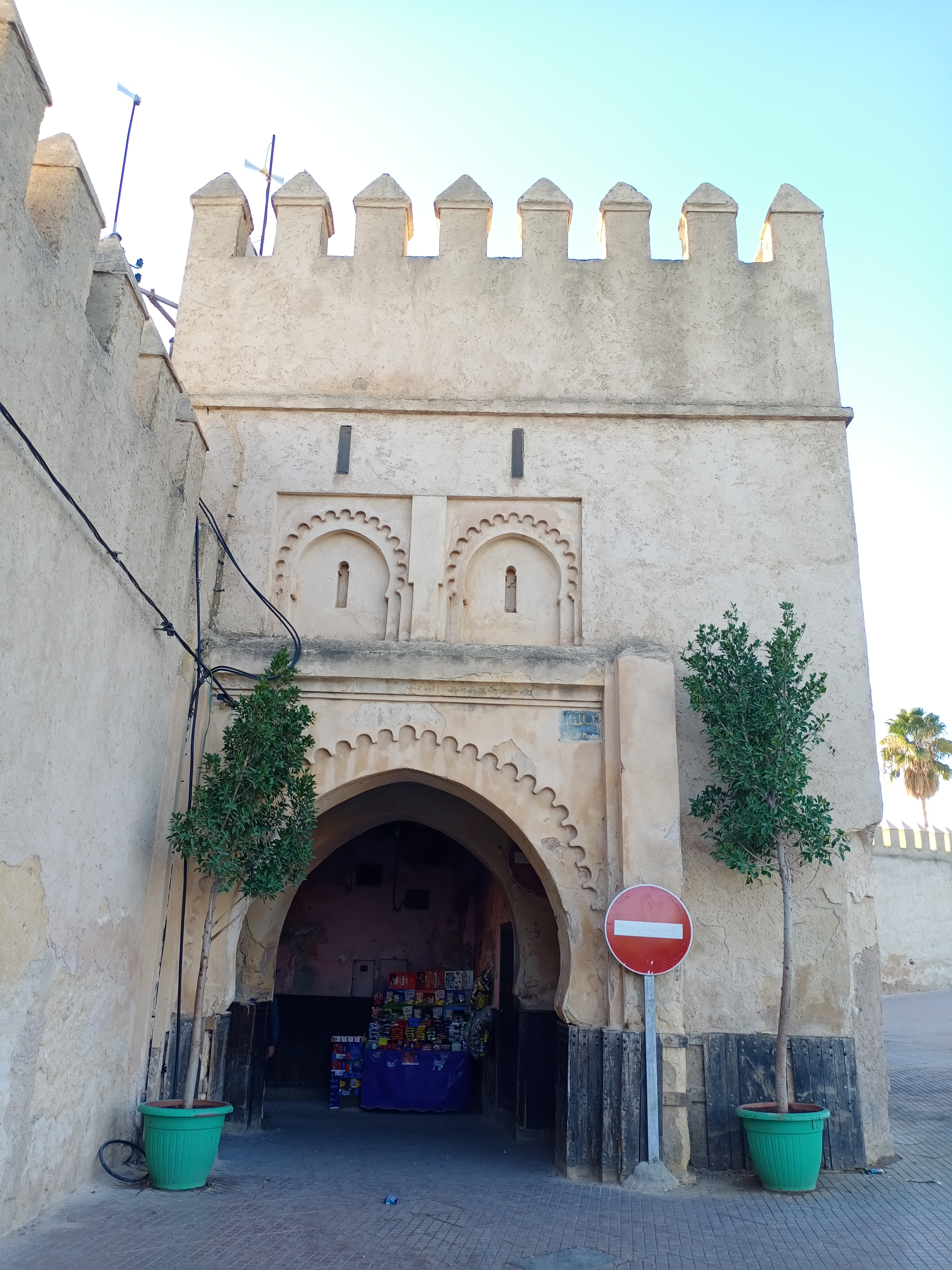
باب المقام صفرو المدينة العتيقة

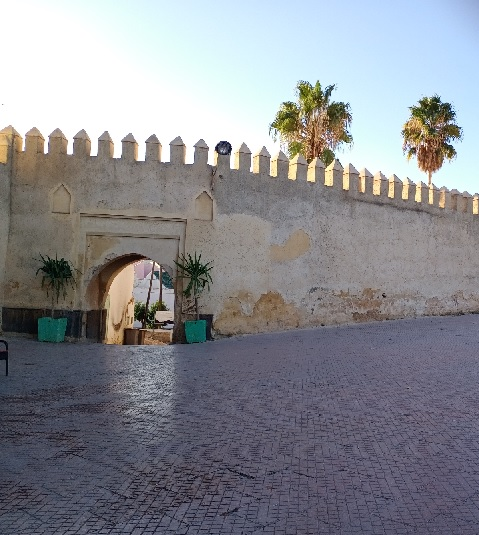
باب غديوة صرو المدينة العتيقة

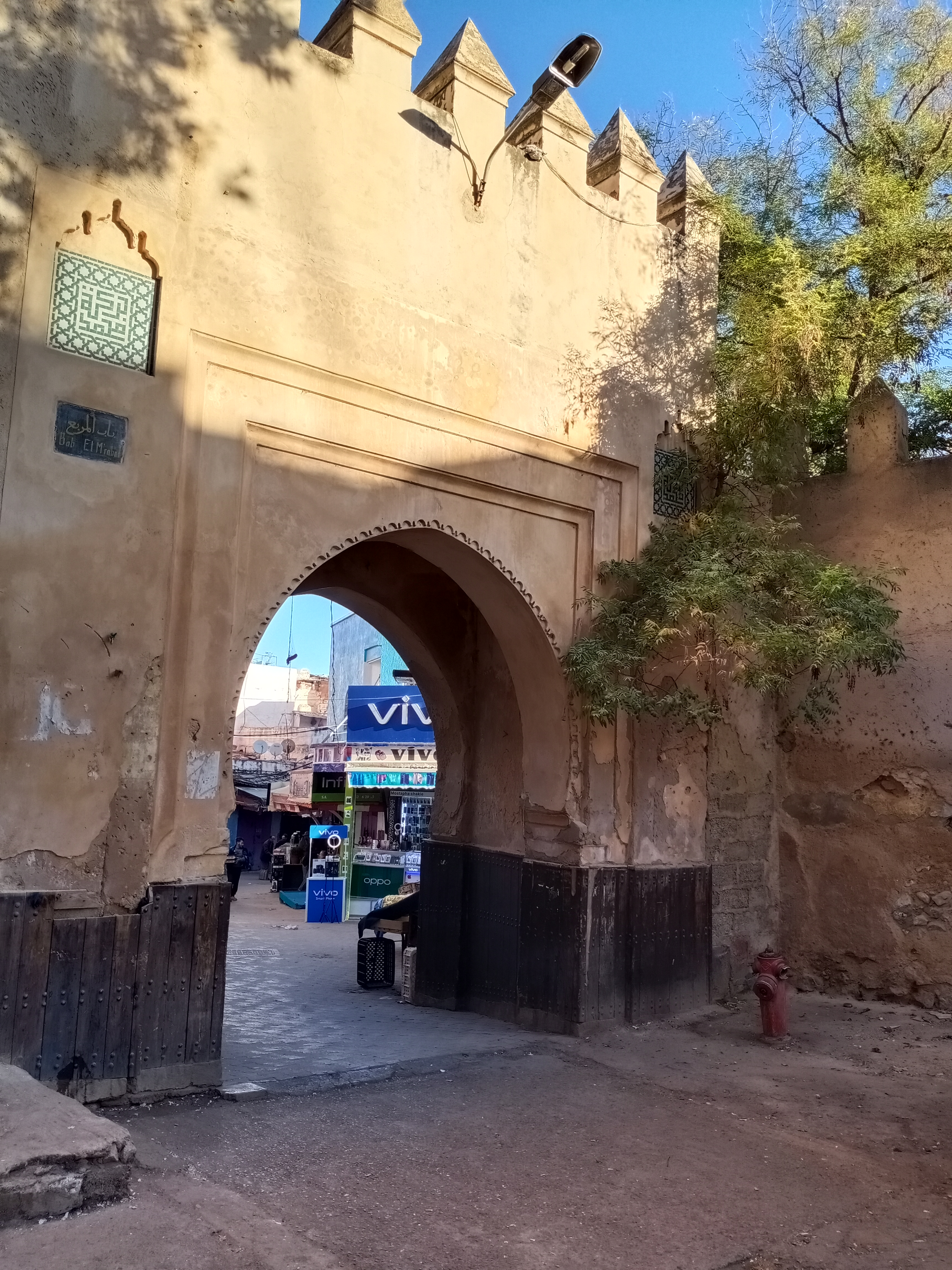
باب المربع المدينة العتيقة صفرو

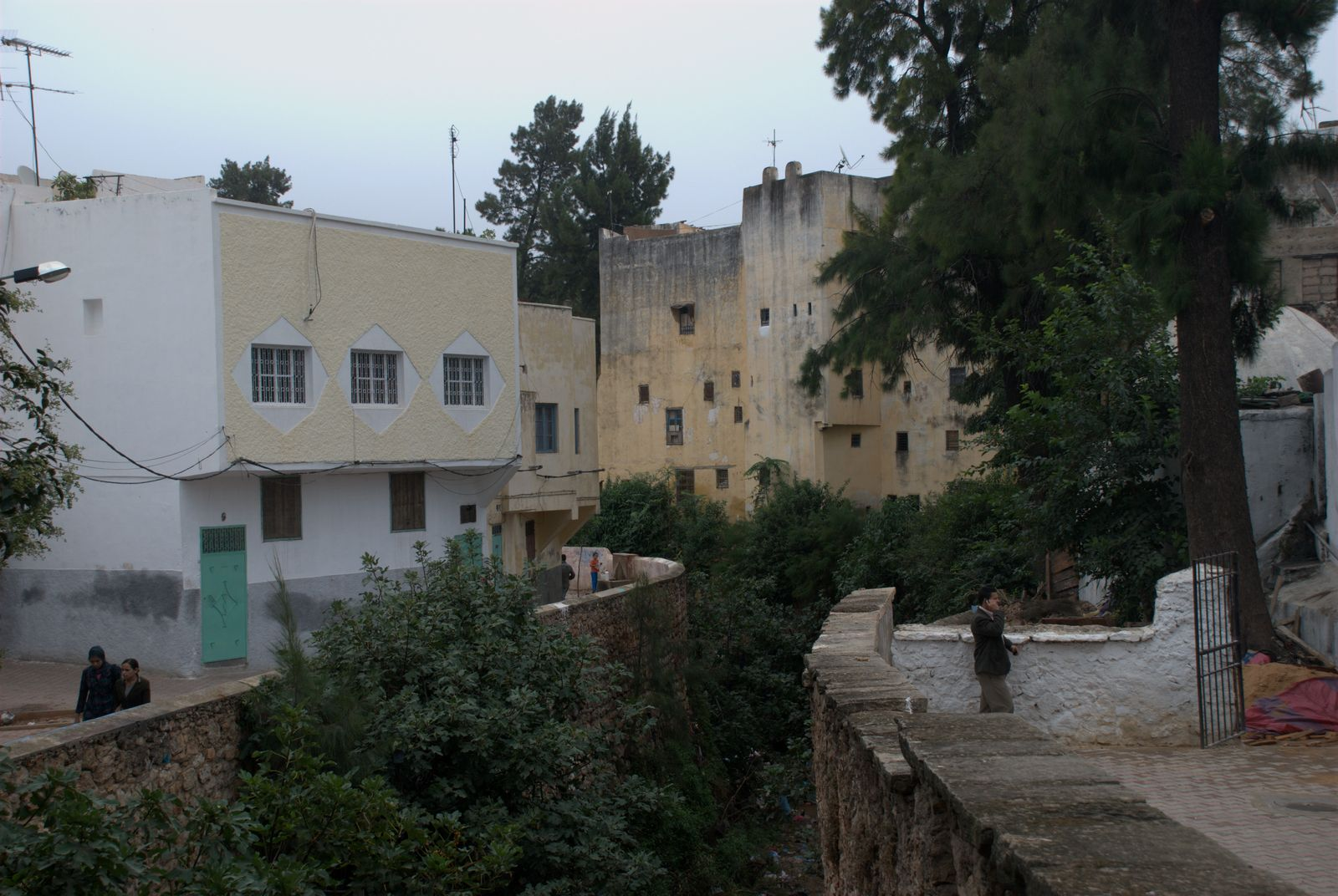
واد أكاي يمر يلبمدينة القديمة بصفرو

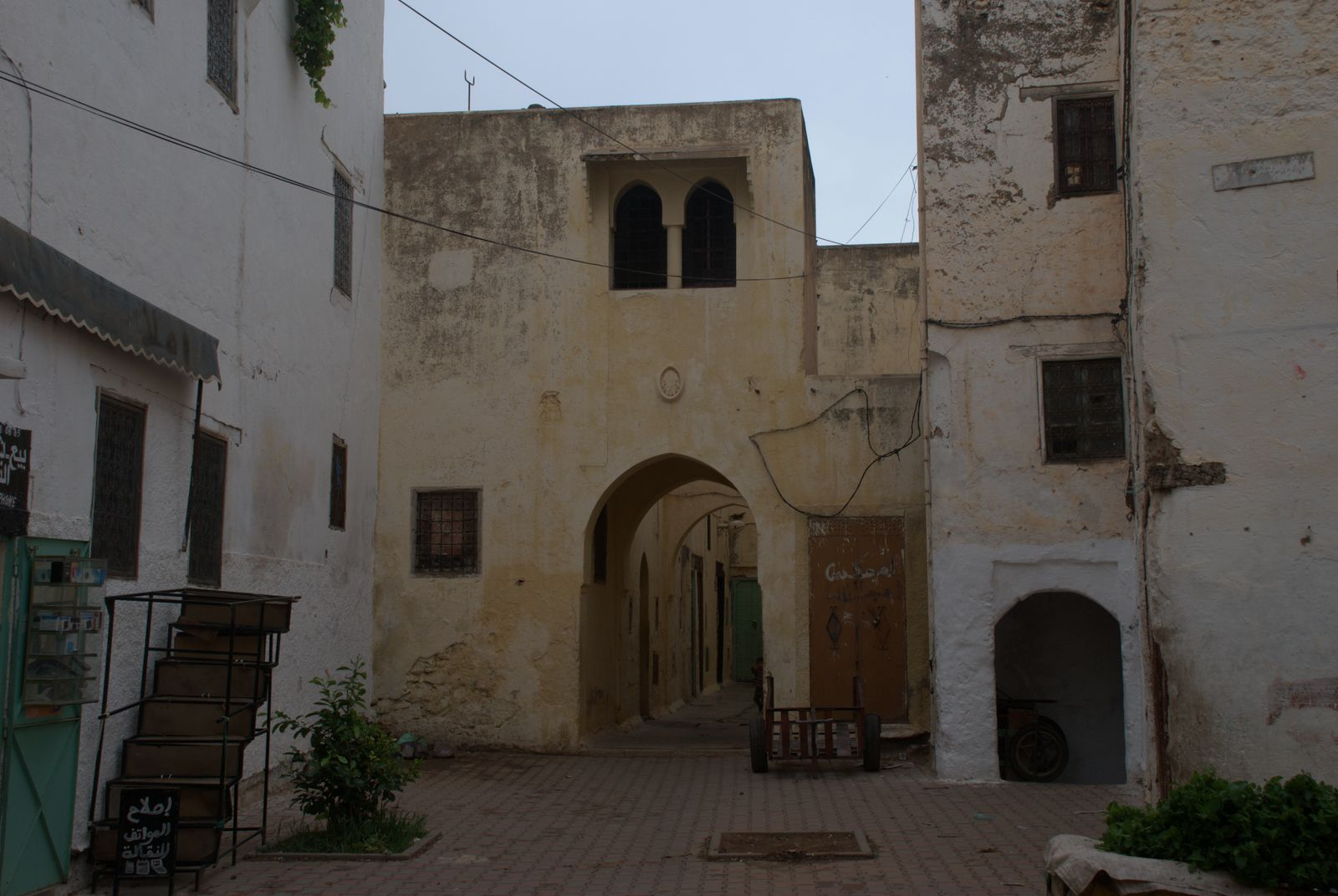
المدينة القديمة بصفرو

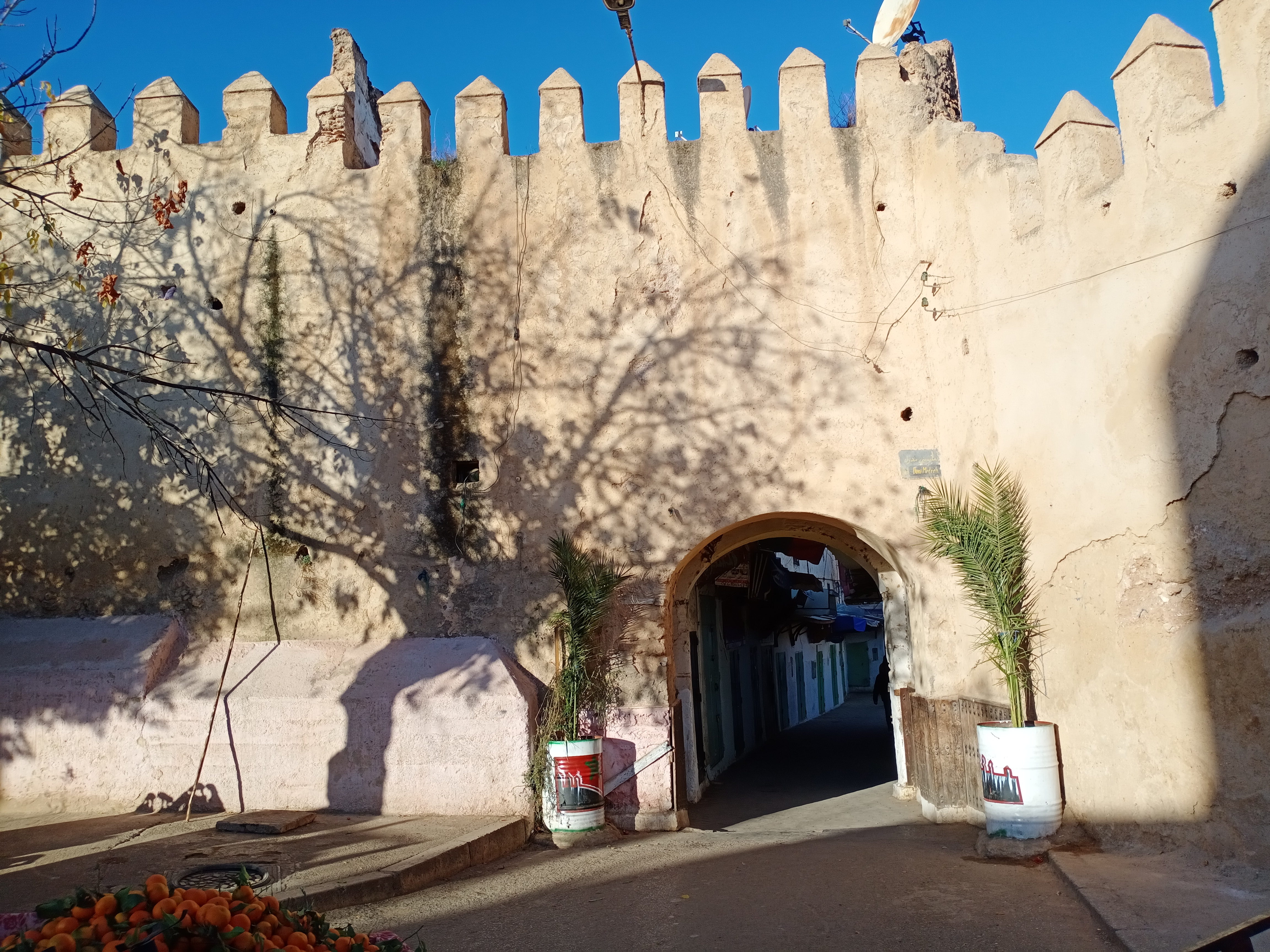
باب بني مدرك بمدينة صفرو بالمغرب

- باب المقام
- باب ستي مسعودة

- باب المربع
- باب بني مدرك

- باب غديوة [بحاجة لمصدر]

## السكان

### الديموغرافيا
بلغ عدد سكان مدينة صفرو79.750 نسمة حسب الإحصاء العام للسكن والسكنى لسنة 2014، موزعين على 20.236 أسرة، لتكون بذلك الجماعة الأكثر كثافة بإقليم صفرو بنسبة 6.072 نسمة لكل كلم2. يبلغ معدل النشاط في المدينة 44.78 في المائة، ونسبة الفقر 1.79 في المائة. يبلغ معدل التمدرس في المدينة 98.43 في المائة، ومعدل الأمية 24.15 في المائة. أغلب سكان مدينة صفرو من الأمازيغ، واللغات الشائعة في المدينة هي العربية المغربية والأمازيغية.
| تطور النمو الديموغرافي صفرو بين 1918 و 2004 |       |        |        |        |        |        |
| 1918                                        | 1931  | 1960   | 1971   | 1982   | 1994   | 2004   |
| 8.187                                       | 9.899 | 21.478 | 28.607 | 38.833 | 53.657 | 64.006 |

### الأصول
أول من استوطن المدينة هم أفراد قبيلة أهل صفرو، قبل أن تضاف إليها عناصر أمازيغية أخرى بعضها يدين باليهودية. بعد سقوط الأندلس شهدت المدينة هجرات للموريسكيين والذي كان جزء كبير منهم من اليهود. مع بداية القرن الماضي إلى الآن شهدت المدينة هجرات من القرويين الذين ينتمون القبائل المجاورة وقد أصبحوا يشكلون الأغلبية بمدينة صفرو.

### السكنى
62.76 في المائة من الملكيات العقارية في جماعة صفرو هي ملكيات حضرية، 91.58 في المائة من الأسر يستفيدون من المياه الصالحة للشرب، و97.47 يستفيدون من الكهرباء، و97.14 يستفيدون من نظام الصرف الصحي. 0.65 في المائة من المساكن في المدينة عبارة عن سكن صفيحي، و0.28 في المائة عبارة عن سكن قروي. 17.24 في المائة من الأسر في المدينة بحوزتهم سيارة.

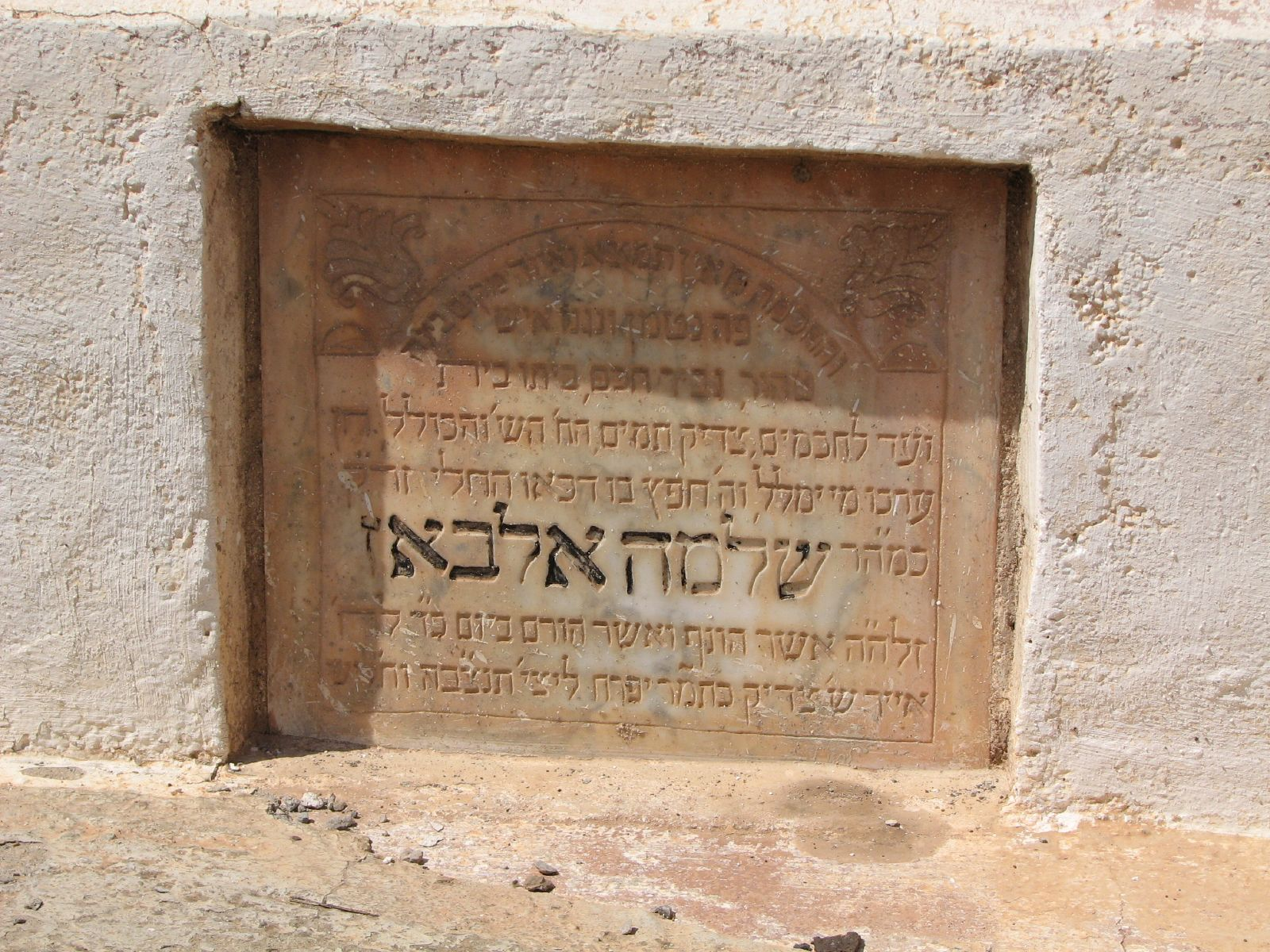
مقبرة اليهود بصفرو

### العائلات القديمة
- اسولين : عائلة يهودية من اليهود السفارديم هاجر جلهم من المغرب لأوروبا.
- السلاوي : عائلة أندلسية من أصول أمازيغية سلاسية ينتسبون لآل حسون.
- اليوسي : عائلة أمازيغية يرجع أصلها لقبيلة آيت يوسي جنوب المدينة.
- جياني : عائلة يهودية أندلسية يرجع أصلها لمدينة جيان بأسبانيا.
- أزولاي : عائلة يهودية أمازيغية تستوطن المغرب قبل سقوط الأندلس.
- أوانزار : عائلة أمازيغية يرجع أصلها قبيلة مطغرة ناحية الخميسات.
- السطي : عائلة جبلية صنهاجية قدمت من ناحية سيدي بوصبير بوزان.
- الحمامزي : عائلة من آيت يوسي وقدمت من جماعة سيدي لحسن.
- زكاني : عائلة أمازيغية صنهاجة قدمت من أزكان بجماعة سيدي لحسن.
- العلوي : عائلة عربية تنتسب إلى مولاي علي الشريف جد السلالة الحاكمة. [بحاجة لمصدر]

### القبائل المجاورة
تستوطن 9 قبائل أقليم صفرو، وترتبط بمدينة صفرو:
- ايت يوسي ( جماعة كندر سيدي خيار , جماعة العنوصر , جماعة تازوطة )
- البهاليل جماعة ( جماعة اغبالو اقورار )
- ايت سغروشن ( جماعة ايت السبع )
- بني يازغة ( جماعة أولاد امكودو , جماعة امطر ناغة , جماعة عين تمكناي )
- بني علاهم ( جماعة العدرج , جماعة الدار الحمراء , جماعة تافجيغت )
- ايت سادن ( جماعة بير طمطم , جماعة رأس تابودة )
- بني وراين ( جماعة اغزران )
- ايت عياش ( جماعة عين الشكاك )
- احواز المدينة ( جماعة سيدي لحسن , جماعة سيدي يوسف , جماعة عزابة ) [بحاجة لمصدر]

## التراث
تتوفر مدينة صفرو على إرث تاريخي وثقافي يتجلى خصوصا في المدينة القديمة لصفرو وأسوارها والقصبات والقلاع والمداشر والدواوير والمواقع الاركيولوجية والكهوف والمغارات...

### المساجد
أقدم المساجد بالمدينة: الجامع الكبير، ومسجد القلعة، ومسجد للابيت الله، وجامع السمارين، ومسجد الشباك، ومسجد باب المربع... [بحاجة لمصدر]

### الزوايا
عرفت المدينة اسقرار عدة أولياء صالحين تركوا بصمتهم بالمدينة سواء كزوايا أو أضرحة على سبيل المثال لا الحصر زاوية مولاي علي الشريف التي تأسست سنة 1728 قصد استقبال علماء تافيلالت. وزاوية سيدي أحمد بنعيسى التي بُنيت سنة 1730م من طرف الطائفة العيساوية، وزاوية سيدي لحسن بن أحمد، التي تأسست في القرن 18، ويوجد فيها ضريح سيدي لحسن، وتشتهر بإحياء ليلة المولد النبوي بذكر القرآن والمدائح النبوية. ويقصدها عدد كبير من الزوار خاصة في المولد النبوي وأيام الجمعة. ومن الزوايا الشهيرة زاوية سيدي عبد القادر الجيلالي، وهو ولي صالح يقصده المهمومون ومن يحملون آمالا تأخرت أو أمنيات لم تتحقق. [بحاجة لمصدر]

### الأضرحة
تعرف المدينة بأضرحتها التسعة، أشهرها سيدي بومدان وسيدي أحمد التادلي، وسيدي علي بوسرغين. [بحاجة لمصدر]

### الصناعات التقليدية
تشتهر مدينة صفرو بصناعها التقليديين وتنوع الحرف التقليدية بها. تعتبر الصناعة التقليدية من أهم الانشطة بالمدينة، ومن بين المهن الشائعة نجد صناعة الزرابي والخياطة والطرازة وصناعة الزليج والأواني الفخارية والنجارة والنقش. [بحاجة لمصدر]

## مهرجان حب الملوك
تشتهر المدينة بإقامة مهرجان حب الملوك خلال شهر يونيو من كل سنة منذ عام 1920 ميلادية. وتتزامن الاحتفالات مع نهاية موسم قطف فاكهة الكرز في شهر يونيو، ويدوم الاحتفال لمدة ثلاثة أيام، كما يعرف المهرجان باختيار ملكة جمال حب الملوك، يعقبه استعراض شعبي يطوف شوارع المدينة مصحوبًا بنغمات فرق موسيقية شعبية.

## أعلام
- زهرة الفاسية
- ليلى أبو زيد
- عبد اللطيف معزوز
- عبد الحق سرحان
- الحسن اليوسي
- سعيد أمزازي
- بلال مرميد

## معرض صور

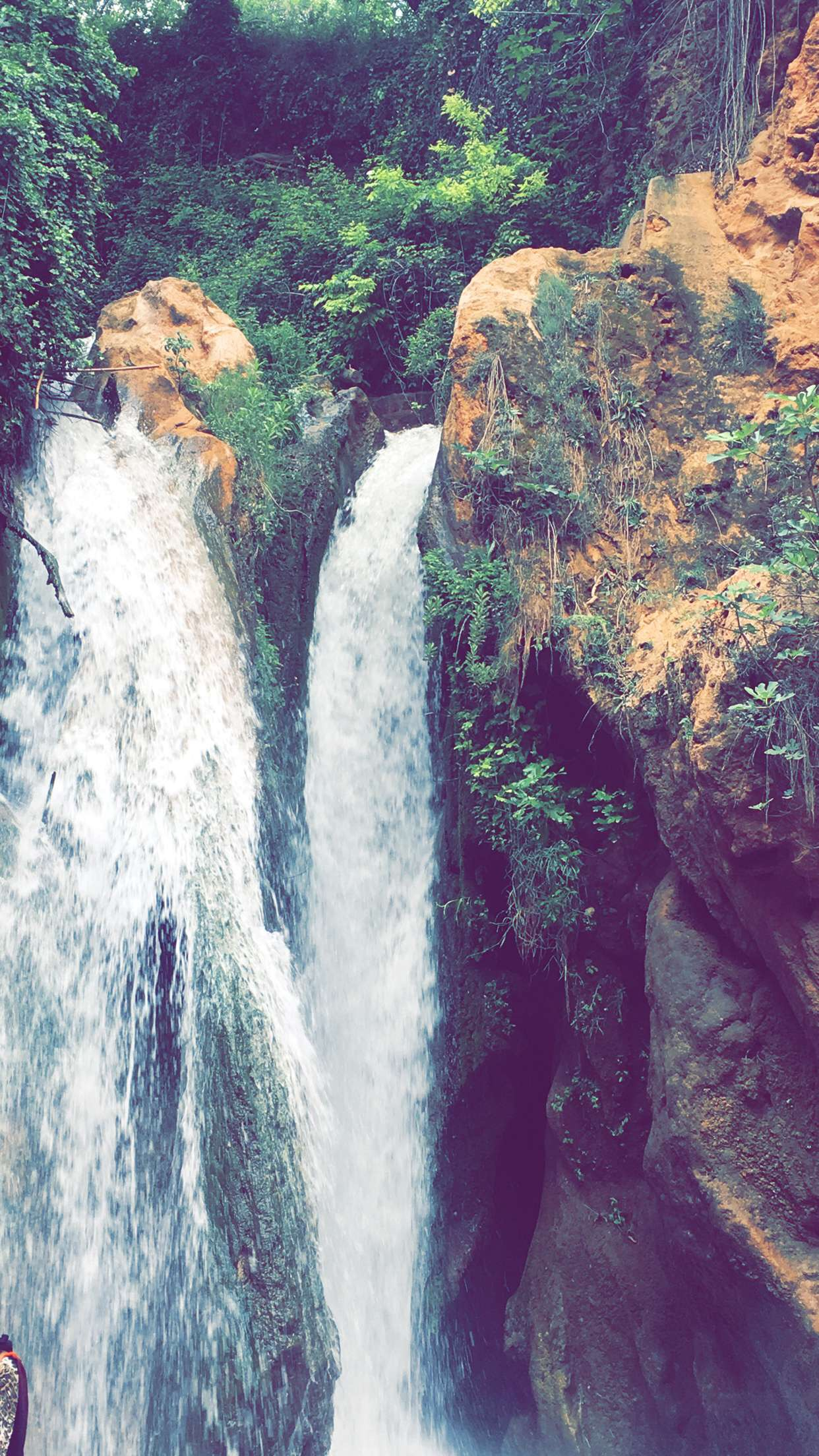
شلال على وادي أكاي صفرو
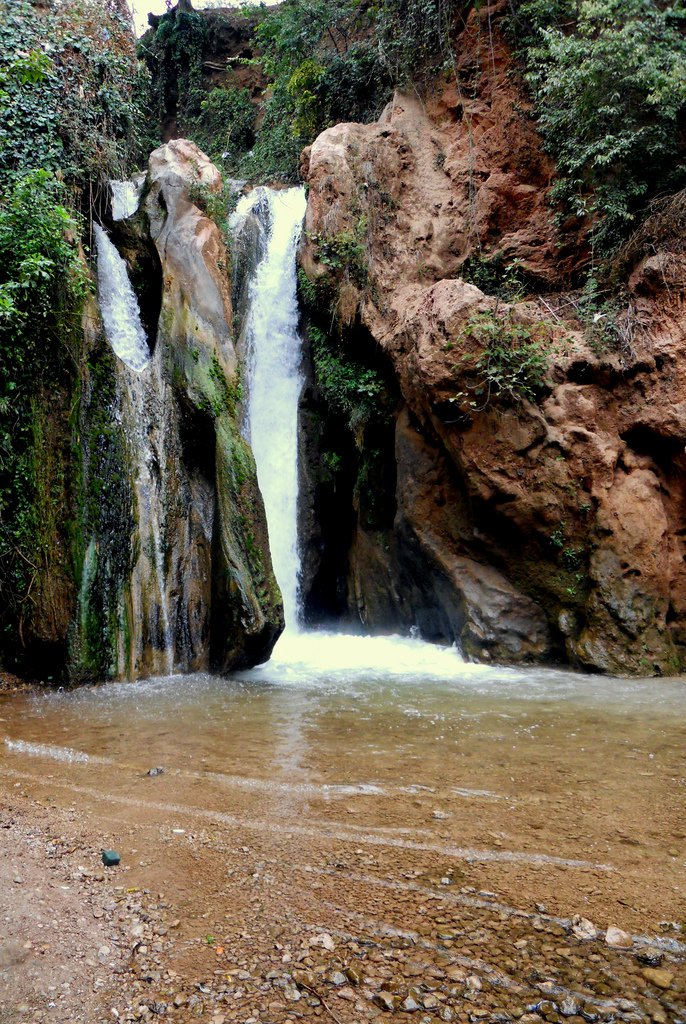
شلال صفرو
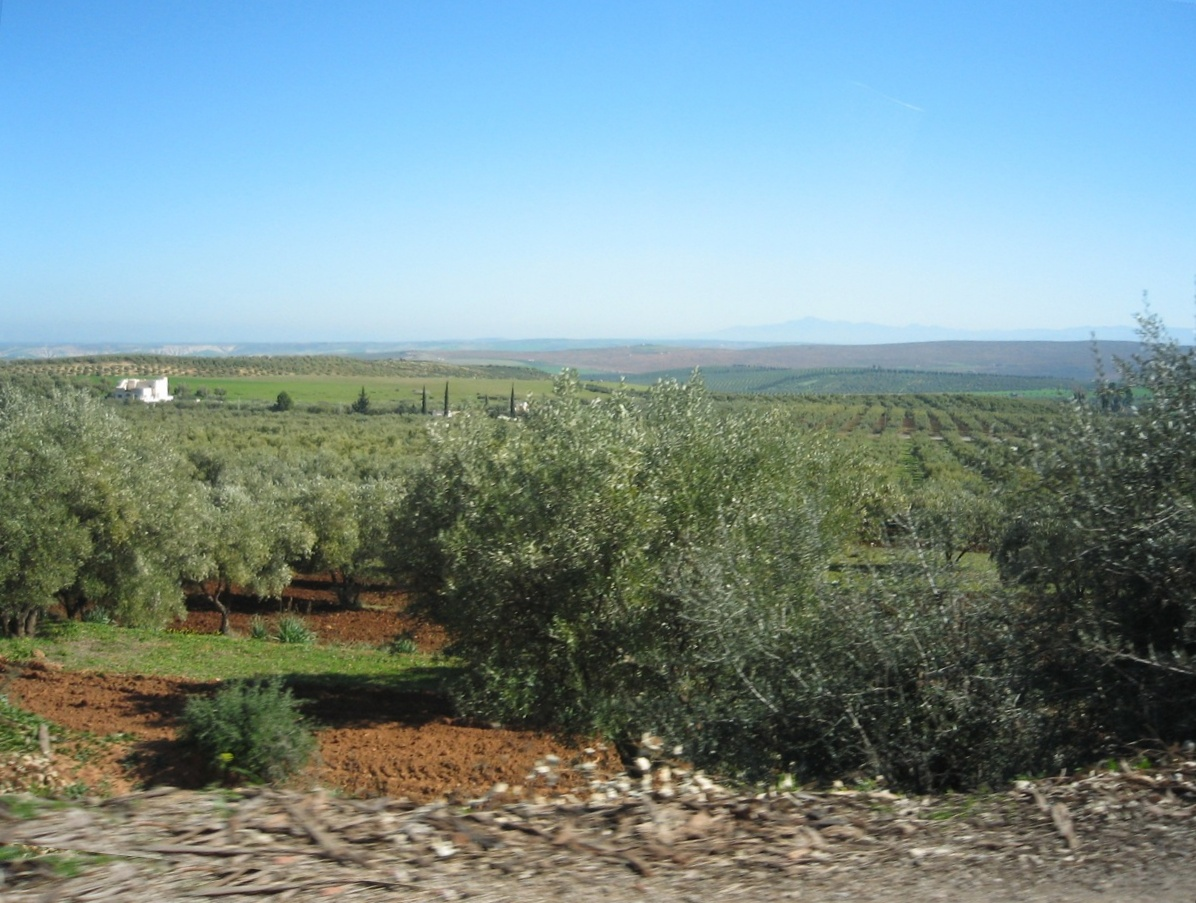
ضيعة زيتون قرب صفرو
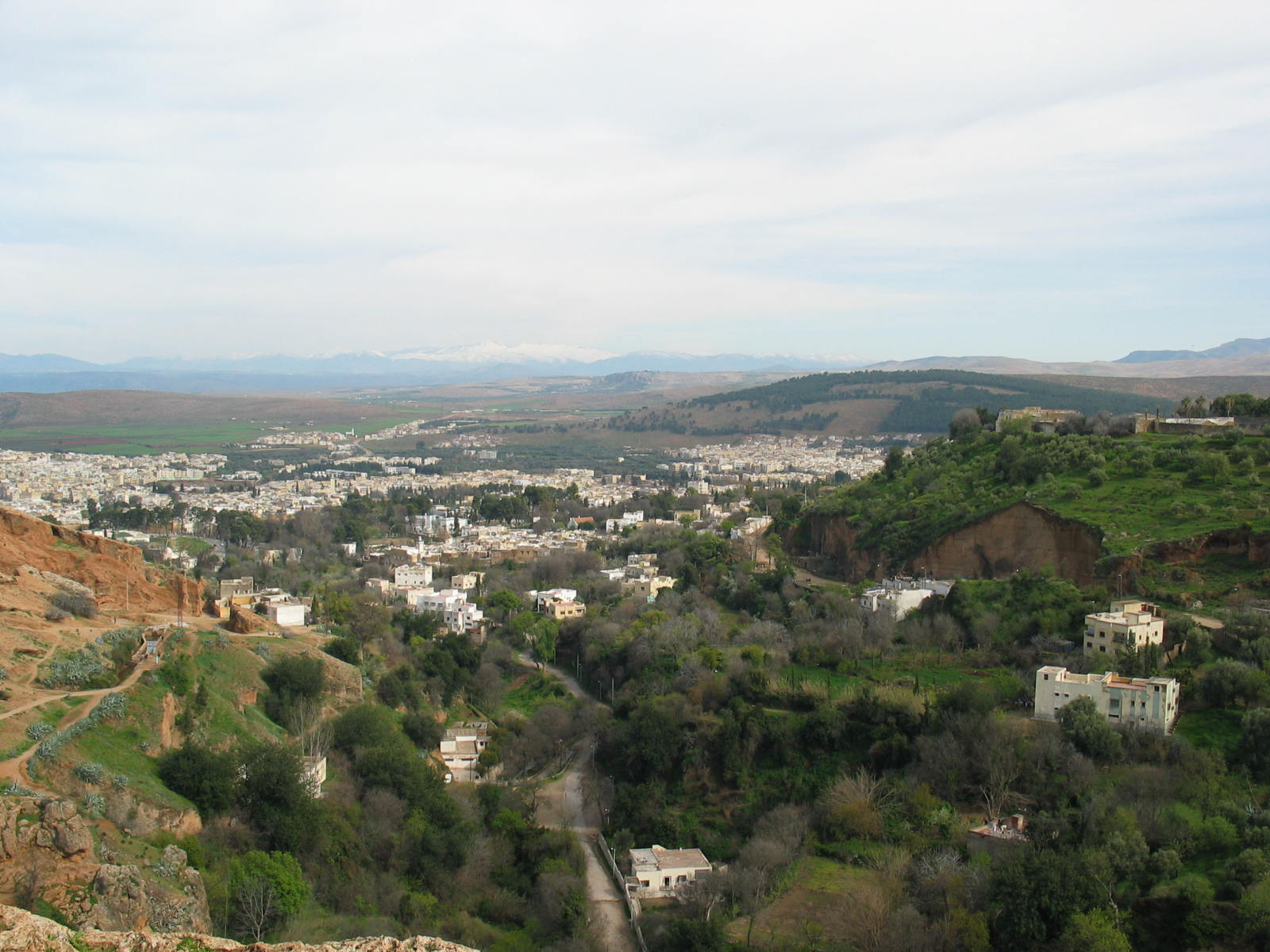
صفرو حاليا
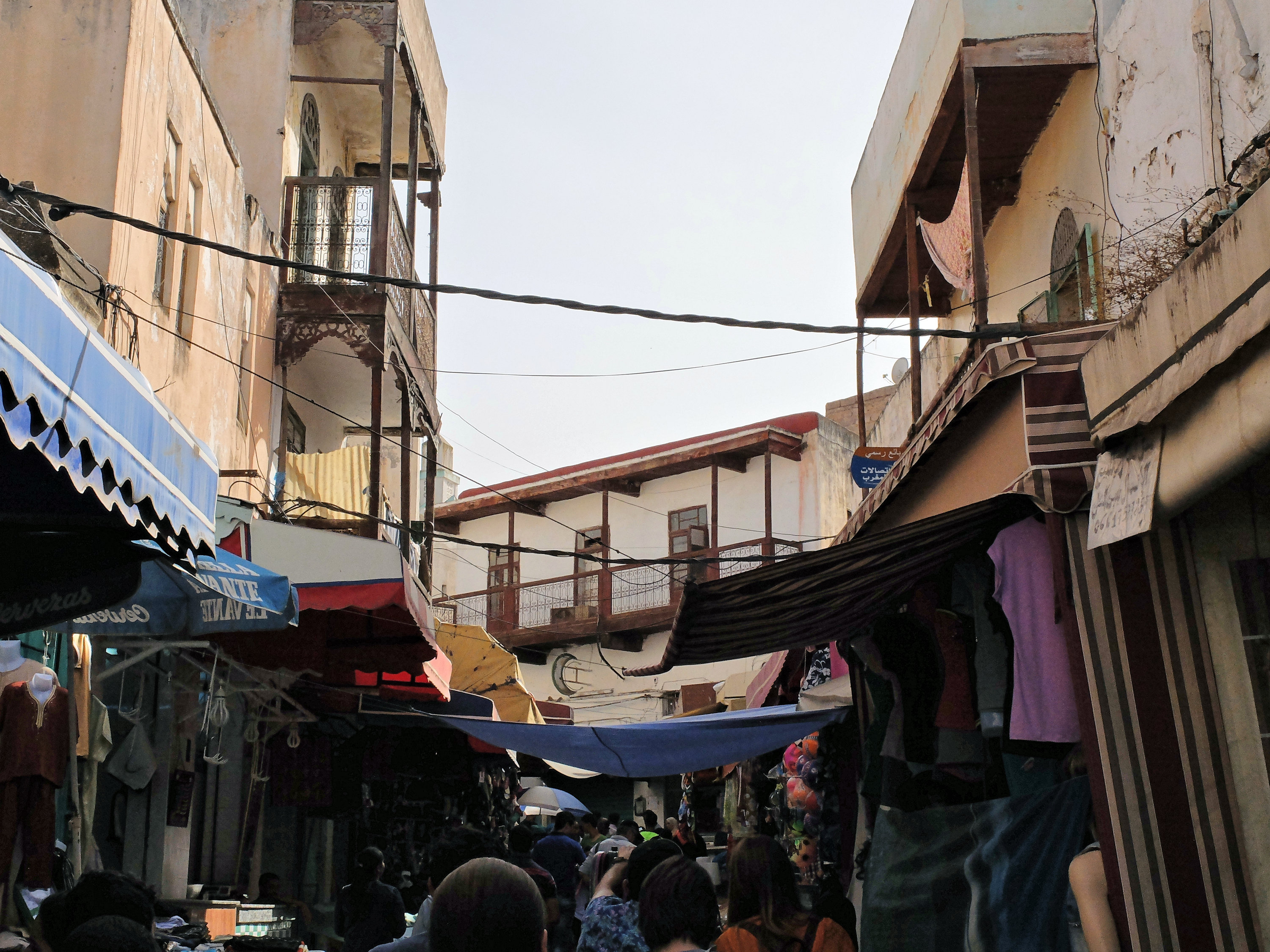
حي الملاح صفرو
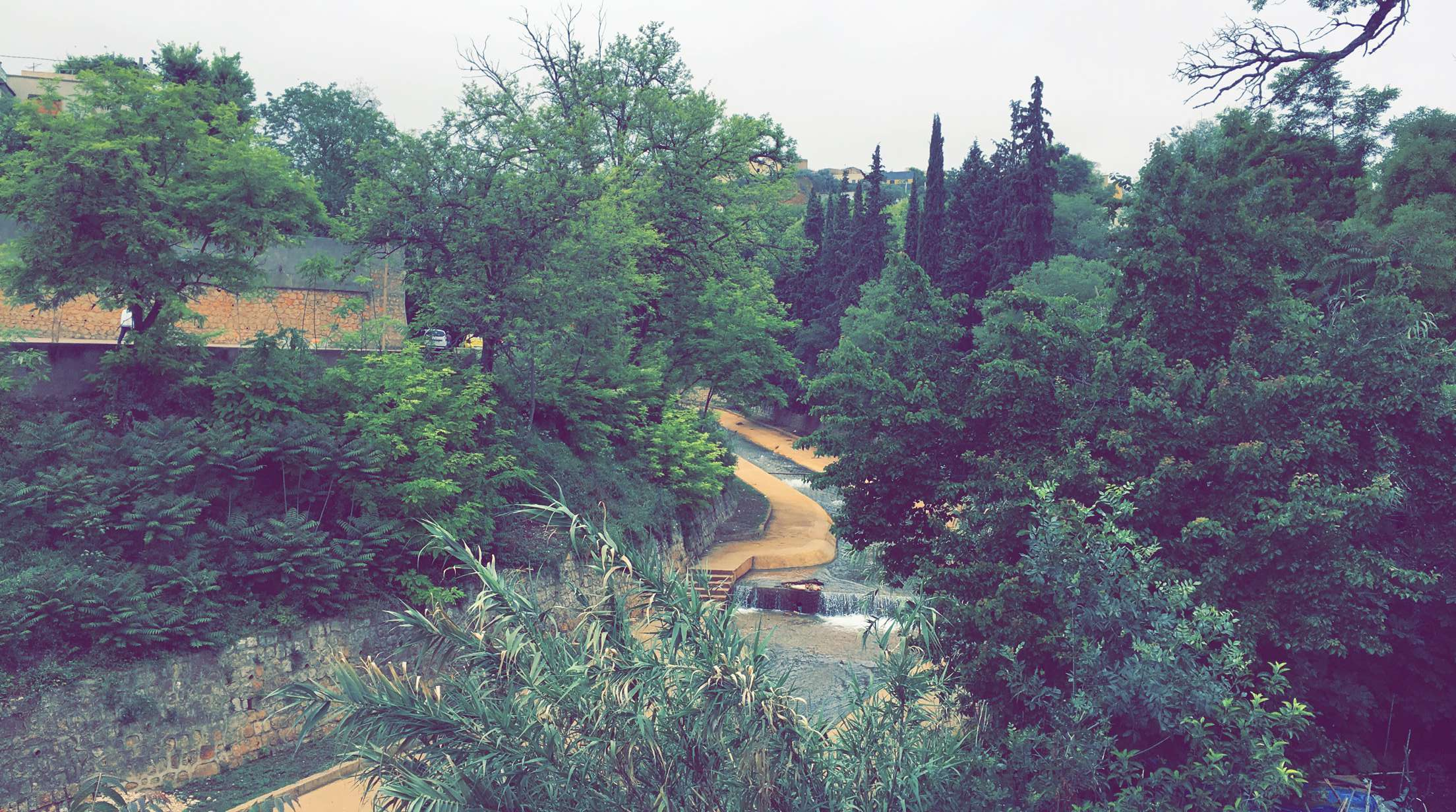
جنانات صفرو
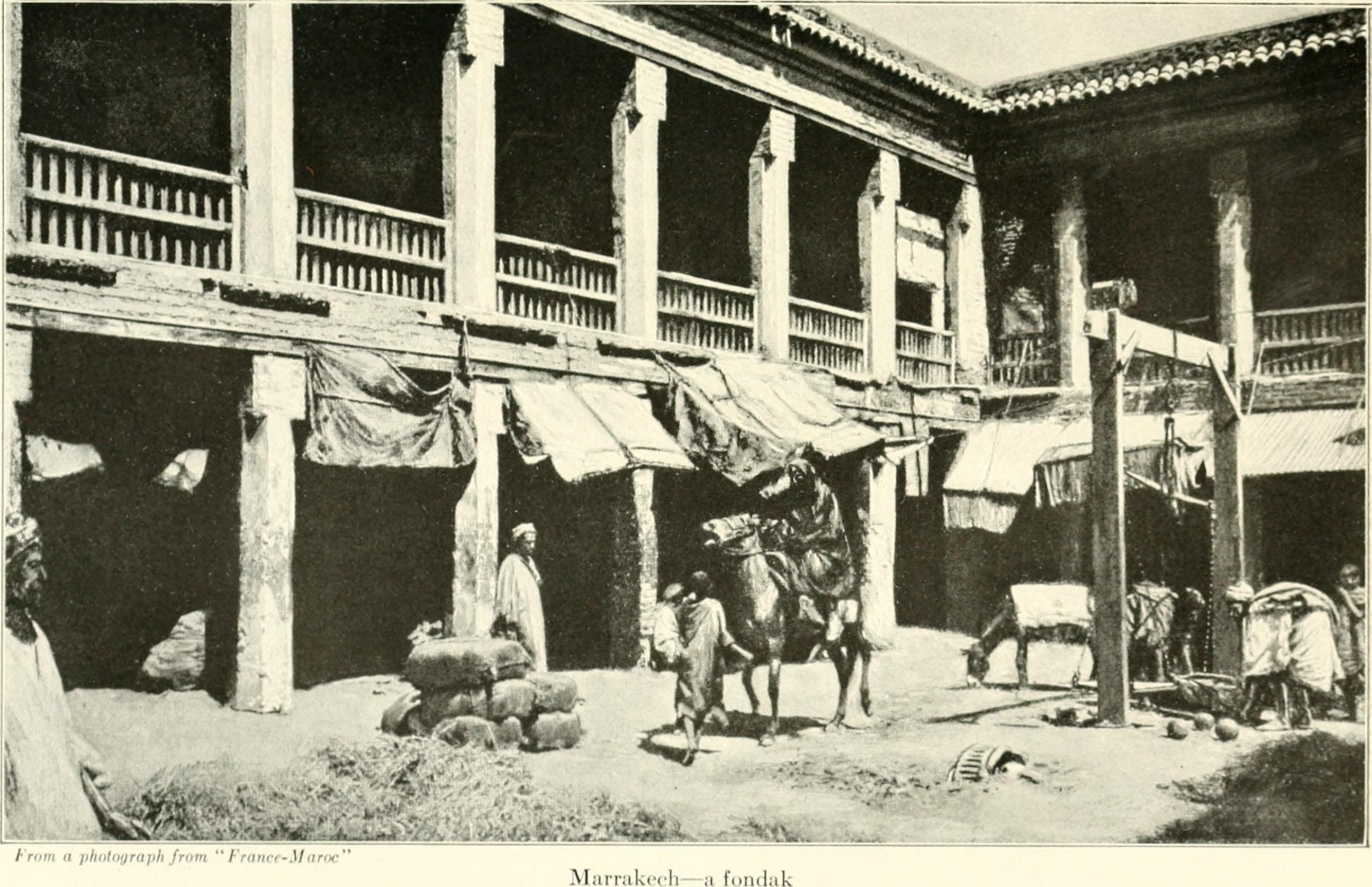
فندق قديم